# Casa de Pomarchão
A Casa de Pomarchão localiza-se na freguesia de Arcozelo, na vila e no município de Ponte de Lima, distrito de Viana do Castelo, em Portugal.
Encontra-se classificada como Imóvel de Interesse Público desde 19 de fevereiro de 2002.
Desde 2018 é propriedade da Fundação Champalimaud.

## História
Foi adquirida pela família em 1480, mantendo-se na sua posse até 2018 quando foi doada á Fundação Champalimaud.
Entre as várias alterações que sofreu ao longo dos séculos, destacam-se a construção da torre, em campanha de obras em meados do século XVIII, e a capela, construída de raiz em data próxima a 1755.